# اتحادیه فوتبال مصر
اتحادیه فوتبال مصر (عربی: الإتحاد المصری لکرة القدم) نهاد اداره‌کننده مسابقات فوتبال و فوتسال در کشور مصر است.
این فدراسیون که در سال ۱۹۲۱ تأسیس شده عضو کنفدراسیون فوتبال آفریقا و فیفا نیز می‌باشد و مقر آن در شهر قاهره است.